# Partit Verd Independent de Belize
El Partit Verd Independent de Belize és un partit polític ecologista belizià que va ser creat al 23 de desembre de 2012. I que aparentment vam desaparèixer després de la mort d'en Llewellyn Lucas, un granger i membre del partit, a mans d'uns deliqüents. El mencionat Lucas era conegut per presentar-se a les eleccions de Toledo de l'Est al districte de Toledo a les eleccions generals de l'any 2015 i el cap del partit és Luis Blas Mendez, Sr..
Va ser creat a finals del'any 2012 (pert tant, no es va presentar a les eleccions d'aquest mateix any). Es van presentar a les properes eleccions de l'any 2015, on van obtenir 5 vots en total i 0 escans. A l'any 2019, es va produir un tragedia al partit per la mort d'un del seus membres, el granger i membre del partit, Llewellyn Lucas. Més tard d'aixó, es va fer un judici per la decapitació de Lucas (i la mort d'en Mason). Després d'aquest fet no es sab res d'ells i fins i tot no es van presentar a les derreres eleccions (fet més possible la creença d'una possible desaparició del partit).

## Resultats electorals
- 2015[2]